# Listă de filme sovietice din 1939
- Filme sovietice din: 1938 — 1939 — 1940

Aceasta este o listă de filme produse în Uniunea Sovietică în 1939.
| Titlu                                           | Titlu original                        | Regizor                               | Distribuție                                            | Gen            | Note |
| ----------------------------------------------- | ------------------------------------- | ------------------------------------- | ------------------------------------------------------ | -------------- | ---- |
| 1939                                            |                                       |                                       |                                                        |                |      |
| A Girl with a Temper                            | Девушка с характером                  | Konstantin Yudin                      | Valentina Serova, Emma Tsesarskaya, Andrei Tutyshkin   | Comedie        |      |
| Commandant of the Bird Island                   | Комендант Птичьего острова            | Vasili Pronin                         | Alexei Dolinin                                         | Drama          |      |
| Courage                                         | Мужество                              | Mikhail Kalatozov                     | Oleg Zhakov                                            | Aventuri       |      |
| Doctor Kalyuzhnyy                               | Доктор Калюжный                       | Erast Garin                           | Boris Tolmazov                                         | Drama          |      |
| Engineer Kochin's Error                         | Ошибка инженера Кочина                | Aleksandr Macheret                    | Mikhail Zharov                                         | Thriller       |      |
| The Golden Key                                  | Золотой ключик                        | Aleksandr Ptushko                     | Aleksandr Shchagin                                     | Fantastic      |      |
| La stăpâni                                      | В людях                               | Mark Donskoi                          | Aleksei Learski, Irina Zarubina, Varvara Massalitinova | Drama          |      |
| Lenin in 1918                                   | Ленин в 1918 году                     | Mikhail Romm                          | Boris Shchukin, Nikolai Okhlopkov                      | Biografic      |      |
| Man in a Shell                                  | Человек в футляре                     | Isidor Annensky                       | Nikolay Khmelyov                                       | Drama          |      |
| Member of the Government                        | Член правительства                    | Iosif Kheifits, Aleksandr Zarkhi      | Vera Maretskaya                                        | Drama          |      |
| Minin and Pozharsky                             | Минин и Пожарский                     | Vsevolod Pudovkin, Mikhail Doller     | Aleksandr Khanov, Boris Livanov, Boris Chirkov         | Istoric, drama |      |
| The New Teacher                                 | Учитель                               | Sergei Gerasimov                      | Boris Chirkov                                          | Drama          |      |
| The Oppenheim Family                            | Семья Оппенгейм                       | Grigori Roshal                        | Vladimir Balashov                                      | Drama          |      |
| Squadron No. 5                                  | Эскадрилья № 5                        | Abram Room                            | Yuri Shumsky                                           | Istoric, drama |      |
| Tractor Drivers                                 | Трактористы                           | Ivan Pyryev                           | Marina Ladynina                                        | Drama          |      |
| Shchors                                         | Щорс                                  | Aleksandr Dovzhenko                   | Yevgeni Samojlov                                       | Biografic      |      |
| Stepan Razin                                    | Степан Разин                          | Ivan Pravov and Olga Preobrazhenskaya |                                                        |                |      |
| The Tale of the Priest and of His Workman Balda | Сказка о попе и о работнике его Балде | Mikhail Tsekhanovsky                  |                                                        | Animație       |      |
| The Vyborg Side                                 | Выборгская сторона                    | Grigori Kozintsev, Leonid Trauberg    | Boris Chirkov, Valentina Kibardina, Mikhail Zharov     | Drama          |      |
| Vasilisa the Beautiful                          | Василиса Прекрасная                   | Aleksandr Rou                         | V. Sorogozhskaya, Georgy Millyar, Sergei Stolyarov     | Fantastic      |      |
| Virgin Soil Upturned                            | Поднятая целина                       | Yuli Raizman                          | Gavriil Belov                                          | Drama          |      |